# Paul Nicolas
Paul Nicolas (Saint-Mandé, Francia, 4 de noviembre de 1899 - Gy-l'Évêque, Francia, 3 de marzo de 1959) fue un futbolista internacional francés. Formó parte de la escuadra del equipo nacional en los Juegos Olímpicos de 1920, 1924 y 1928.
Más tarde fue parte del comité de la selección de fútbol de Francia.

## Equipos

### Como jugador
| Equipo                         | País    | Años      | PJ | Goles |
| ------------------------------ | ------- | --------- | -- | ----- |
| Saint-Mandé                    | Francia | ?         | ?  | ?     |
| Gallia Club                    | Francia | ?         | ?  | ?     |
| Red Star                       | Francia | 1920-1931 | ?  | ?     |
| Amiens SC                      | Francia | 1931-1934 | ?  | ?     |
| Selección de fútbol de Francia | Francia | 1920–1931 | 35 | 20    |

### Como entrenador
| Equipo                                    | País    | Años      |
| ----------------------------------------- | ------- | --------- |
| Selección de fútbol de Francia (director) | Francia | 1954-1959 |

## Palmarés

### Campeonatos nacionales
| Título          | Club        | Año  |
| --------------- | ----------- | ---- |
| Division 1      | Red Star FC | 1920 |
| Copa de Francia | Red Star FC | 1921 |
| Division 1      | Red Star FC | 1922 |
| Copa de Francia | Red Star FC | 1922 |
| Copa de Francia | Red Star FC | 1923 |
| Division 1      | Red Star FC | 1924 |
| Copa de Francia | Red Star FC | 1928 |